# 豊田中央研究所
株式会社豊田中央研究所（とよたちゅうおうけんきゅうしょ、英: Toyota Central R&D Labs., Inc.）は、自動車関連技術の研究開発を目的として1960年（昭和35年）にトヨタグループ9社の共同出資を受けて設立された研究所である。

## 概要
トヨタグループ各社、豊田工業大学およびコンポン研究所などと連携、共同研究している。「豊田中研」と略される。設立当初は愛知県名古屋市天白区の相生山にあったが、1980年（昭和55年）に現在地（愛知郡長久手町、現在の長久手市）へ移転。敷地内には公益社団法人豊田理化学研究所も所在している。

## 関連会社

### 株主会社
- 豊田自動織機
- トヨタ自動車
- 愛知製鋼
- ジェイテクト
- トヨタ車体
- 豊田通商
- アイシン
- デンソー
- トヨタ紡織

### 技術協力契約会社
- トヨタ自動車東日本
- 豊田合成
- 日野自動車
- ダイハツ工業